# I liga polska w hokeju na lodzie (1961/1962)
7. sezon I ligi polskiej w hokeju na lodzie rozegrany został na przełomie 1961 i 1962 roku. Był to 27. sezon rozgrywek o Mistrzostwo Polski w hokeju na lodzie. W rozgrywkach wzięło udział 6 zespołów. Mistrzem Polski został zespół Górnika Katowice. Był to 3 tytuł mistrzowski w historii klubu. W rozgrywkach za zwycięstwo klub otrzymywał dwa punkty, a za remis jeden punkt.

## Tabela
| Lp. | Zespół            | M  | Pkt | W  | R | P  | G + | G - | +/-  |
| --- | ----------------- | -- | --- | -- | - | -- | --- | --- | ---- |
| 1   | Górnik Katowice   | 30 | 49  | 24 | 1 | 5  | 162 | 74  | +88  |
| 2   | Legia Warszawa    | 30 | 44  | 21 | 2 | 7  | 178 | 75  | +103 |
| 3   | Podhale Nowy Targ | 30 | 32  | 14 | 4 | 12 | 111 | 110 | +1   |
| 4   | Baildon Katowice  | 30 | 25  | 11 | 3 | 16 | 128 | 139 | -9   |
| 5   | Pomorzanin Toruń  | 30 | 17  | 7  | 3 | 20 | 99  | 173 | -74  |
| 6   | Polonia Bydgoszcz | 30 | 13  | 5  | 3 | 22 | 89  | 196 | -107 |

## Skład Mistrza Polski
Górnik Katowice: Wacław, Śpiewak, Gburek, Duras, Milota, Alfred Wróbel, Adolf Wróbel, Wilczek, Konieczny, Kretek, A. Fonfara, K. Fonfara, Małysiak